# ماهنامه سوره
ماهنامه سوره یک مجله فرهنگی، هنری، اندیشه‌ای متعلق به حوزه هنری انقلاب اسلامی است. این ماهنامه تا امروز صد و هفتاد و یک شماره منتشر کرده است. مشهورترین سردبیر این ماهنامه سیدمرتضی آوینی است.  
اولین شماره ماهنامه سوره، فروردین ماه ۱۳۶۸، بدون شناسنامه تحریریه و نام سردبیر و به صاحب امتیازی حوزه هنری انقلاب اسلامی و مدیر مسوولی مدیر وقت حوزه هنری؛ محمد علی زم، منتشر شد. 
تا شماره مرداد و شهریور ۱۳۶۹، یعنی شماره پنجم و ششم آن سال که در یک مجلد منتشر شده، برای هجده شماره، سوره به سردبیری سیدمحمد آوینی منتشر می‌شود و پس از شماره هفتم و هشتم همان سال در مهر و آبان، که مجله دوباره بدون شناسنامه منتشر می‌شود؛ از شماره آذرماه، نام سیدمرتضی آوینی به عنوان سردبیر در شناسنامه اثر حک می‌شود و این شناسنامه تا فروردین ۱۳۷۲، بی‌تغییر می‌ماند.
بنا بر نقل اطرافیان و دوستان و کتاب‌هایی که پس از سیدمرتضی آوینی، از او چاپ شد، نشان می‌دهد که در آن یک سال و نیم اول نیز، مسوولیت سوره در حقیقت به عهدۀ سیدمرتضی آوینی بود.
طی چهار سال، سوره به صورت ماهنامه با محوریت هنر و فرهنگ منتشر می‌شد. در این چهار سال و در لابه‌لای این ماهنامه‌ها، ویژه‌نامه‌هایی نیز در موضوعات سینما، تئاتر، ادبیات و بحث‌های نظری هنر منتشر شد. بعد از سیدمرتضی آوینی، تحریریه اول سوره در فقدان سردبیر فقید، تا مهرماه به سردبیری سیدمحمد آوینی به کار خود ادامه می‌دهد و پس از انتشار شمارهٔ دهم آن سال در آذرماه ۷۲، پایان می‌یابد.
پس از سه سال فترت، از سال ۱۳۷۵، ماهنامه سوره به سردبیری سیدعلی میرفتاح _ نویسنده، نقاش و منتقد ادبی و صفحه آرا و طراح گرافیک تحریریهٔ اول _ با مشاورۀ سیدمحمد آوینی و حسین معززی‌نیا منتشر می‌شود. سوره میرفتاح شش شماره ـ و آن هم طی سه سال ـ بیشتر عٌمر نمی‌کند و پس از شماره ششم در زمستان ۱۳۷۸، پایان می‌یابد. پس از آن سوره دوباره به محاق می‌رود تا در سال ۱۳۸۰، بار دیگر و اینبار با فُرم و لوگویی تازه، به سردبیری سیدعبدالجواد موسوی _ شاعر و روزنامه نگار _ منتشر می‌شود. تحریریه سوم نیز چندان پایدار نیست و پس از دو سال و انتشار تنها پنج شماره، به کار خود پایان می دهد.
از اردیبهشت ماه ۱۳۸۲، ماهنامه سوره بار دیگر و با همان لوگوی مشهور، کار خود را آغاز می‌کند. تحریریه چهارم را این بار «وحید جلیلی» گرد هم آورده و بر صندلی سردبیری شهید آوینی تکیه می‌زند.  و تحریریه چهارم تا آذرماه ۱۳۸۵ به کار خود ادامه می‌دهند و در طول این سه سال، سی شماره را منتشر می‌کنند.
اختلاف تحریریه سوره با رییس آن سال‌های حوزه هنری، حسن بنیانیان، در نهایت کار را به آنجا رساند که بنیانیان مجله سوره را تعطیل کرد.
با اخراج تحریریه چهارم سوره توسط بنیانیان، تا زمستان ۱۳۸۸، پانزده شماره با سرمقاله‌های حسن بنیانیان و سردبیری غیررسمی محمد حمزه‌زاده بدون هیچ شناسنامه مشخصی منتشر می‌شود. در این بین، در مواردی نیز، ویژه‌نامه‌هایی به مناسبت‌های مختلف؛ از جمله سی سالگی انقلاب اسلامی، به دبیری مهدی مظفری‌نیا و علی عبد منتشر می‌شود. دورۀ [غیررسمی]پنجم، با پانزده شماره و شماره مسلسل چهل و پنج در شمارۀ آخر خود به کار خود خاتمه می‌دهد.
از زمستان ۱۳۸۹، سوره بار دیگر به کیوسک باز می‌گردد. تحریریه ششم به سردبیری مهدی مظفری‌نیا با رویکردی تازه شکل می‌گیرد. سوره تصمیم می‌گیرد این بار به جای هنر و فرهنگ و مسایل سیاسی و اجتماعی، بر مسایل نظری و انتزاعی علوم انسانی تمرکز کند و از همین جهت، عنوان «اندیشه» را نیز به خود می‌گیرد و با نامِ «سوره اندیشه»، اما در امتداد همان شماره مسلسل سابق، منتشر می‌شود. هر چند این رویکرد و عنوان تازه سوره باعث شده عمدتاً در فضای ژورنالیستی، این دوره را چیزی غیر از «سوره» بدانند. سوره ششم، تا مهر و آبان ۱۳۹۴ منتشر می‌شود و در نهایت با ۲۱ شماره، به کار خود پایان می‌دهد.
پس از هفت سال تحریریه هفتم سوره به سردبیری سیدعلی سیدان و مدیر مسئولی محمد مهدی دادمان بار دیگر آغاز به کار کرد. این تحریریه ابتدا سه پیش شماره منتشر کرد.  شماره اول سوره در دوره جدید، صد و هفتاد و یکمین شمارۀ سوره در مجموع،  ۲۹ اردیبهشت‌ماه ۱۴۰۲ با تصویری از خواهر سیدروح‌الله عجمیان، منتشر شد. ادعای رویکرد تحریریه هفتم، «روایتِ میدان» است.